# Alfred Wahlberg
Herman Alfred Leonard Wahlberg, född den 13 februari 1834 i Stockholm, död den 4 oktober 1906 i Tranås, var en svensk målare. Han var far till Gaston René Wahlberg och farfar till Arne Wahlberg.

## Biografi
Fadern var enligt Wahlbergs egen uppgift yrkesmålare, modern lär ha varit dotter till en italiensk bildhuggare. Den unge Wahlberg lärde sig faderns yrke, men då han tidigt visade musikaliska anlag blev han elev vid Kungliga Musikaliska Akademien, där han studerade piano- och klarinettspelning. Någon tid var han anställd i Göta gardes musikkår. Hans ungdom var arbetsam och bekymmersam; han försörjde sig nödtorftigt med pianolektioner, tecknade något år i Konstakademiens principskola, men blev aldrig elev vid akademien, bestämde sig emellertid för konstnärsbanan, målade små landskap och fick 1856 för första gången sälja en liten tavla till Konstföreningen. 1857 bosatte han sig i Düsseldorf. Där var han en kort tid elev till Hans Fredrik Gude, men målade mest på egen hand, fick sälja tavlor i Tyskland och till Konstföreningen hemma, gjorde en studieresa till Holland och Belgien, återvände så till Stockholm 1862 och förblev bosatt där i fyra år framåt.
Bland hans i Düsseldorf utförda målningar märks Solnedgång i Bohuslän, ett par svenska skogslandskap samt Vinterlandskap med björnjakt (1861, figurerna, björnen och hundarna målade av Josef Wilhelm Wallander, Härnösands museum). Under Stockholmstiden tillkom bland annat Storm på holländska kusten (1863) och Fors i svensk obygd (de båda sistnämnda starkt påverkade av Andreas Achenbach), Borgruinen Niedeck vid Rhen (1863, Uppsala museum), Skogsparti från Särö (1865, Göteborgs konstmuseum), Hörningsholm i månsken (1866) och Svenskt insjölandskap från Kolmården (samma år, Nationalmuseum). Sistnämnda målning – en omsorgsfullt komponerad vidsträckt utsikt över oländig skogsbygd, sjö och sommarhimmel – blev mycket berömd och betecknar höjdpunkten av konstnärens utveckling dittills.
I ett mindre Kolmårdsmotiv (1865; Örebro läns museum) skildrade Wahlberg en sommarkväll med månsken, ljust hållet i milda, smältande färger. Han var ännu bunden av sin tekniks begränsning, men den sistnämnda målningen visade framåt. Det stora omslaget följde, sedan Wahlberg 1866 bosatt sig i Paris. De två arbeten han utställde på salongen 1868 – ett månsken och en solnedgångsstämning vid ett fiskeläge i Bohuslän (Nationalmuseum) – betecknar hans övergång från düsseldorfsteknik till modernt franskt behandlingssätt. Han tillägnade sig med lätthet franska skolans studiesätt och teknik, hade framgång, vann medaljer vid salongerna 1870 och 1872 och blev den moderna landskapskonstens införare i det svenska måleriet. Hans landskap från denna tid är stort och helt sedda. De är praktfulla ateljéarbeten, målade med bredd och djärvhet och på samma gång med raffinerad elegans. Vid sidan av hans gyllene aftonstämningar och hans lyriska månsken står hans skildringar av svensk bygd med äng, skog och sjö i full middagssol.
Till huvudnumren i hans alstring under dessa år hör Utsikt i Södermanland (över äng och insjö, 1870), Landskap i månsken (samma år), Månsken från södra Frankrike (samma år, båda i Nationalmuseum), Nääs (sommarafton, 1871, Stockholms slott), I Vaxholm (en höstdag, 1872, Nationalmuseum), I Fontainebleauskogen (1874, kraftfullt och stort hållen), Maj i Nizza (1878), Afton på Hallands Väderö (1800), Fjällbacka (månsken, 1881), Svensk björkhage (1882, de fyra sistnämnda i Göteborgs konstmuseum). Vid världsutställningen 1878 hade Wahlberg blivit tillerkänd första klassens medalj. Av svenska konstakademien blev han ledamot 1866, och 1880 blev han vice professor utan tjänstskyldighet. Nästan varje sommar vistades han i Sverige, i olika trakter, i Stockholms skärgård, på västkusten, i Skåne, Halland, Värmland.
Bland hans arbeten från senare delen av 1880-talet och vidare framåt märks Stockholms ström, nattetid och samma motiv i vinterdis (båda 1888), Månsken på Hallands Väderö (1889, Köpenhamns konstmuseum), Oktobernatt och den brett och summariskt uppmålade nattstämningen Popplar (1893). Fram emot sekelslutet blev Wahlbergs sökande mera oroligt och experimenterande. Han slog in på en stark och brokig färgskala och på en behandling i prickmaner. Enkel och övertygande stämning kunde likväl ett och annat även av hans sista arbeten framkalla, till exempel Sol på snö i Marstrand och Svensk sommarnatt (båda 1901). I hans mindre utarbetade studier tog sig målarens livliga känsla inför naturen friska, intima, omedelbara uttryck. Wahlberg var nyhetsman i det svenska måleriet, men inte i det franska, där han slöt sig till en redan framarbetad och erkänd riktning. Han väckte till en början missnöje hos düsseldorfslandskapets representanter i Sverige, en irritation som dock inte varade länge. 
På Nationalmuseum är Wahlberg representerad, förutom av de här ovan nämnda målningarna, av flera studier (notabel är särskilt den stort hållna studien Berg och moln, som visar ett kraftfullt och mäktigt uppslag) och dessutom av en mängd teckningar från hans olika skeden. Från hans sista tid äger museet Månsken, motiv från Ronneby (1900). Göteborgs museum äger ett tiotal dukar, bland dem några av hans praktmålningar. Arbeten av Wahlberg finns även i Konstakademien, i flera stadsmuseer i Sverige, i Helsingfors och Köpenhamn samt – en mindre betydande målning – i Musée du Luxembourg. Han finns även representerad med tre målningar vid Norrköpings Konstmuseum.
Konstakademien anordnade 1907 en minnesutställning av Wahlbergs skapelser, som sedan överflyttades till Göteborg. Konstakademien och vänner reste 1913 en efter E. Lindbergs förslag utförd minnesvård på Örebro kyrkogård.

## Galleri

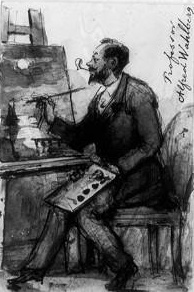
Professor Alfred Wahlberg (utförd av Fritz von Dardel, u. å.)
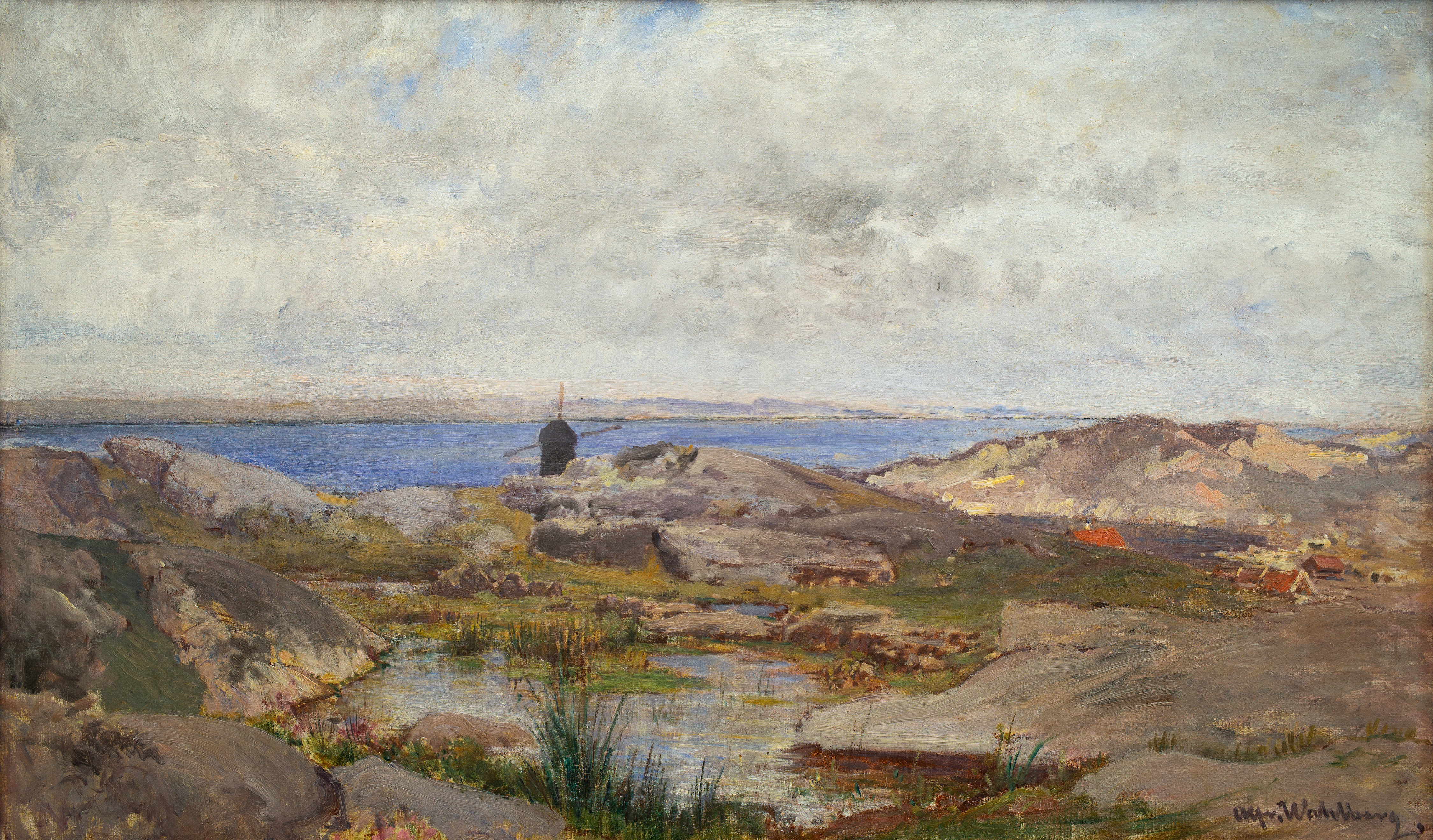
Landskapsvy från västkusten
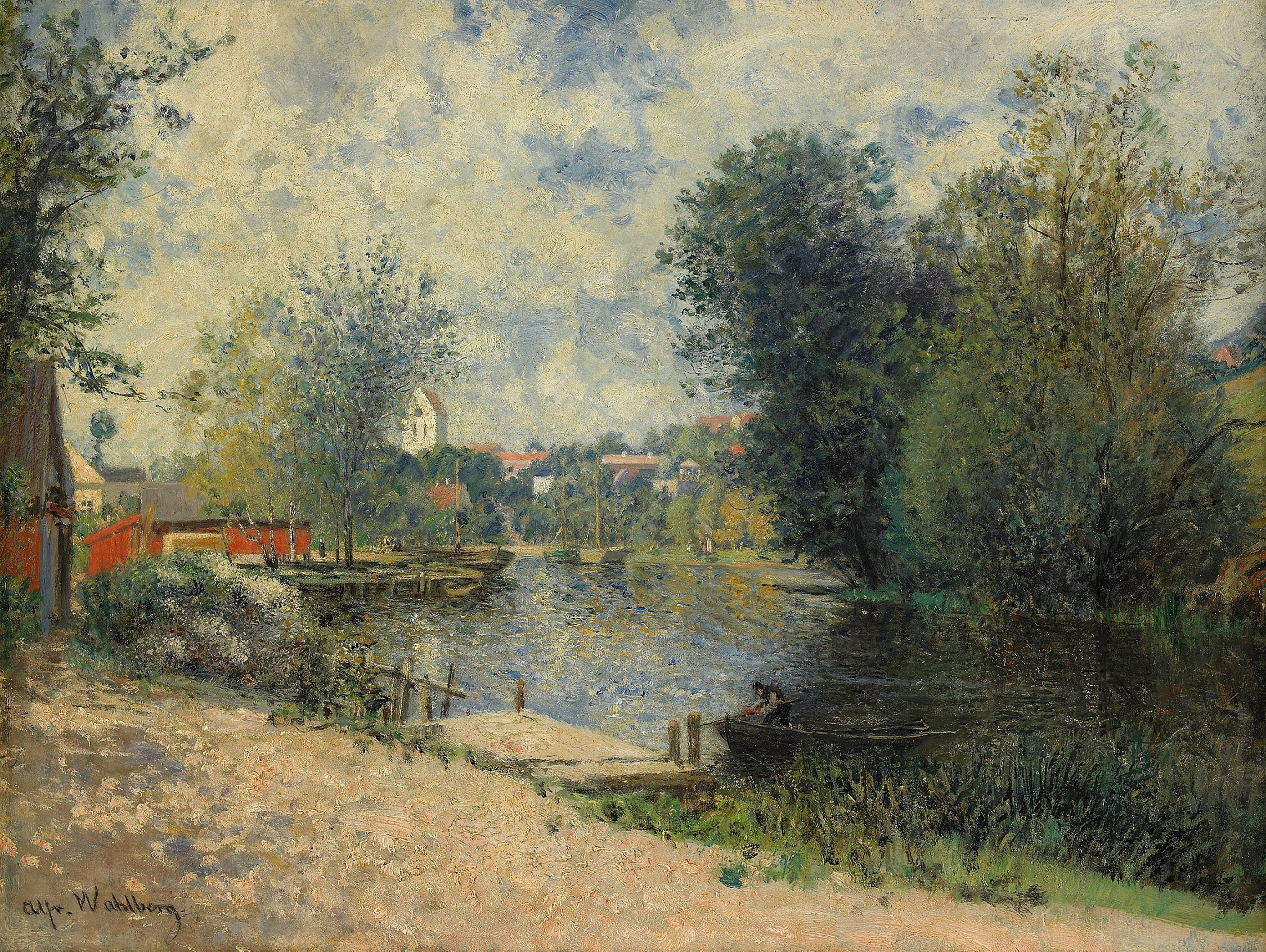
Sommarlandskap - motiv från Ronneby (u. å.)
Landskap med en kyrka. Studie (u. å.)
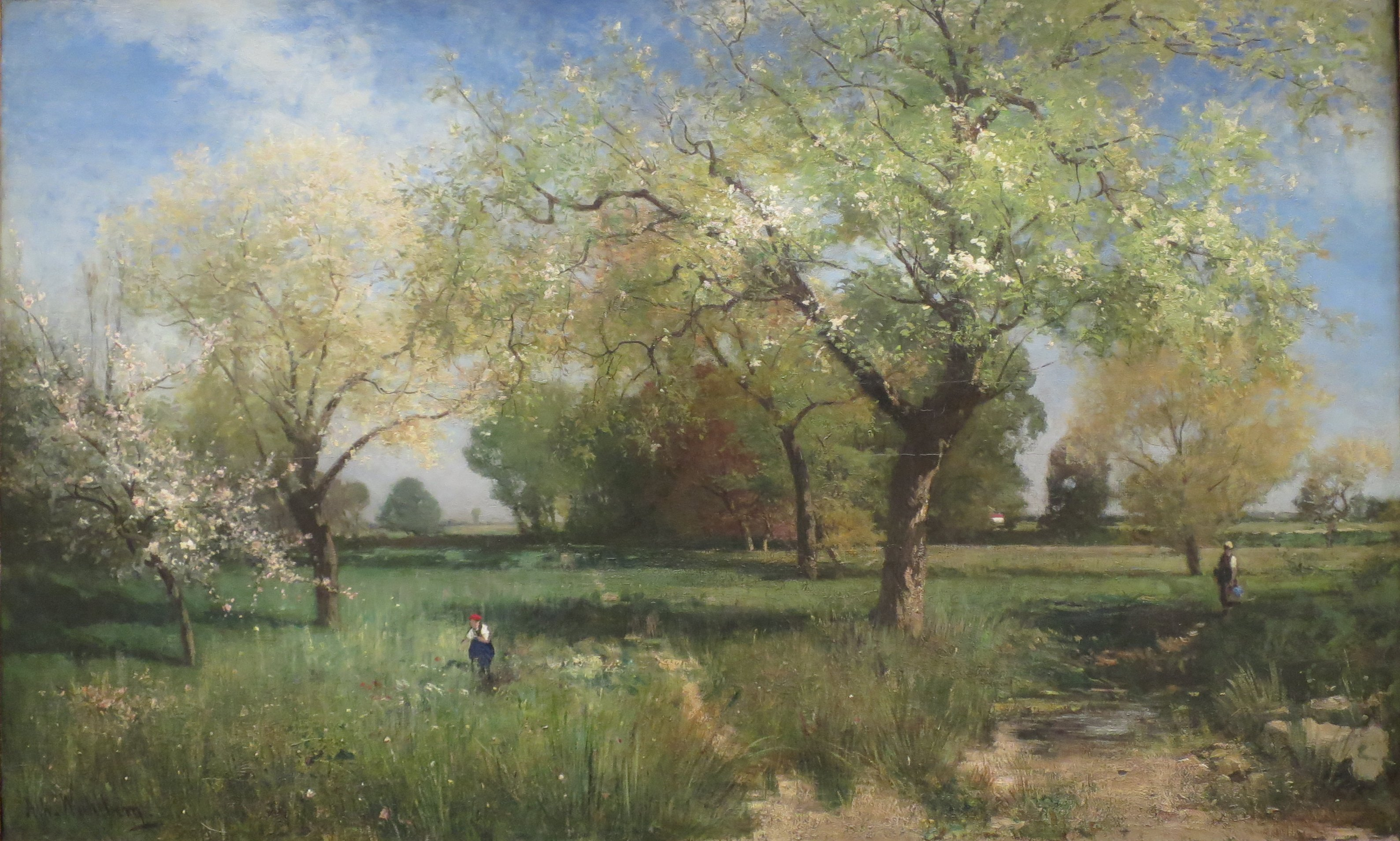
Orchard in Spring (u. å.)
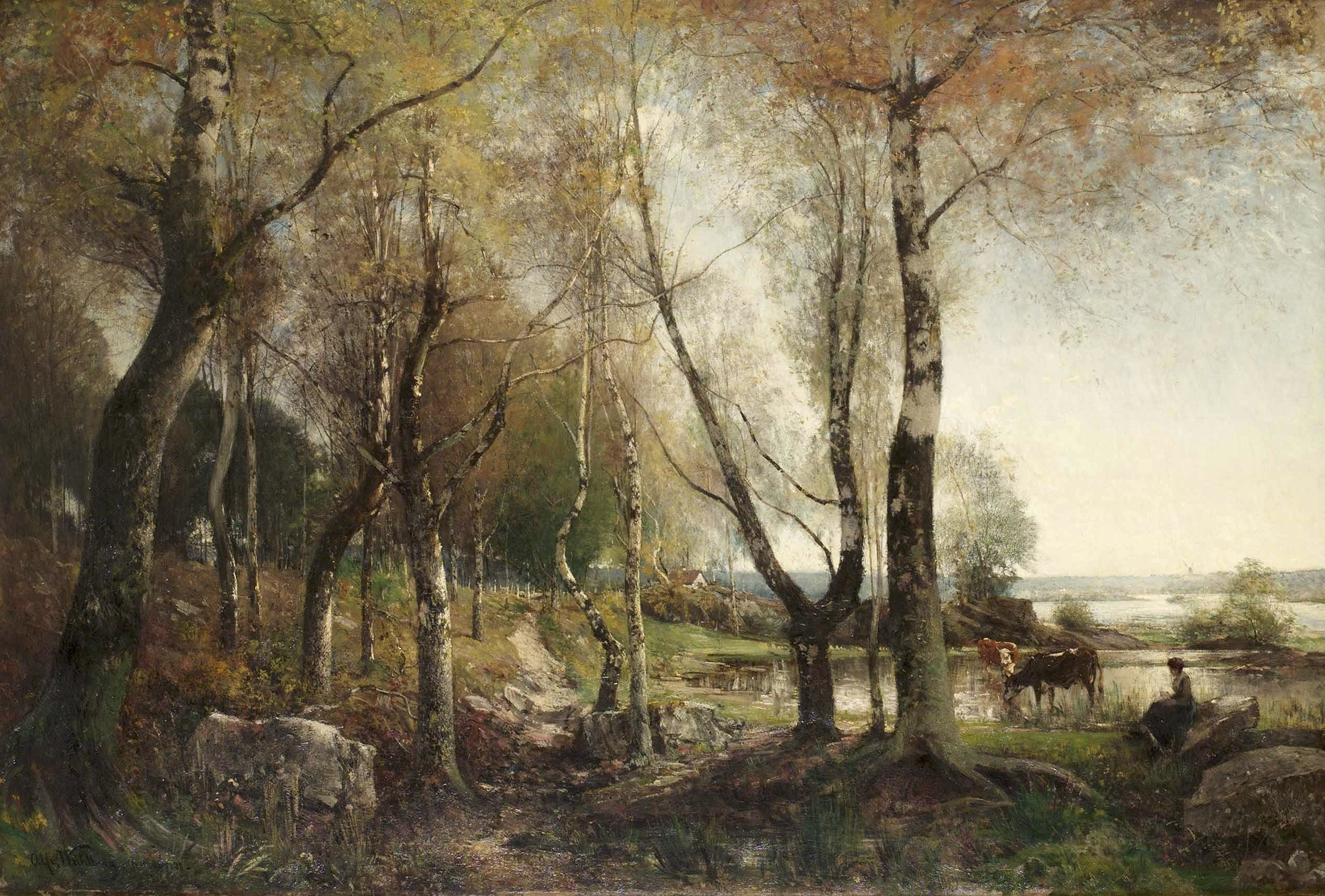
Vallflickans vilostund (1875 - 1878)
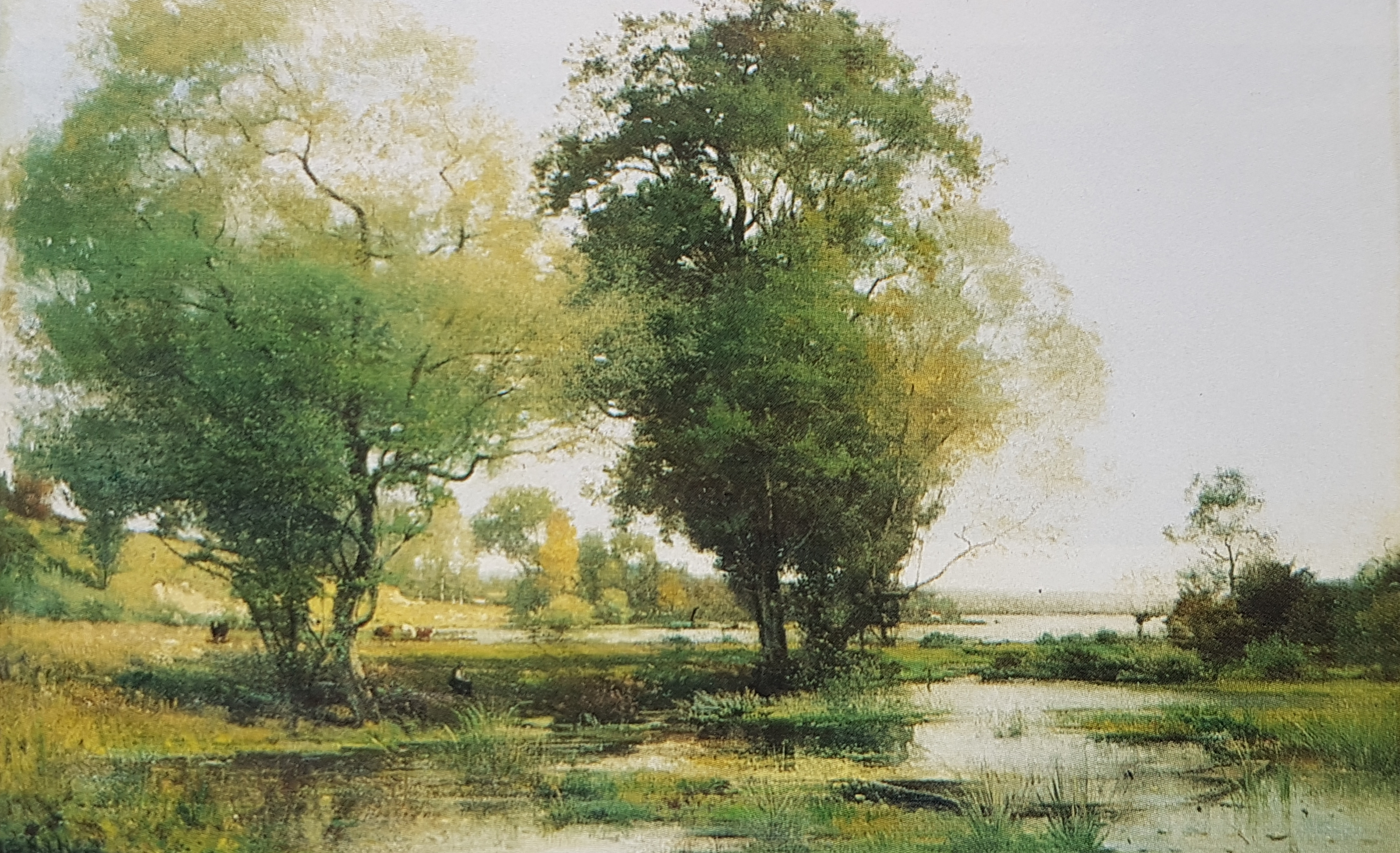
Sommarlandskap med träd (u. å.)
Månskenslandskap (1878)
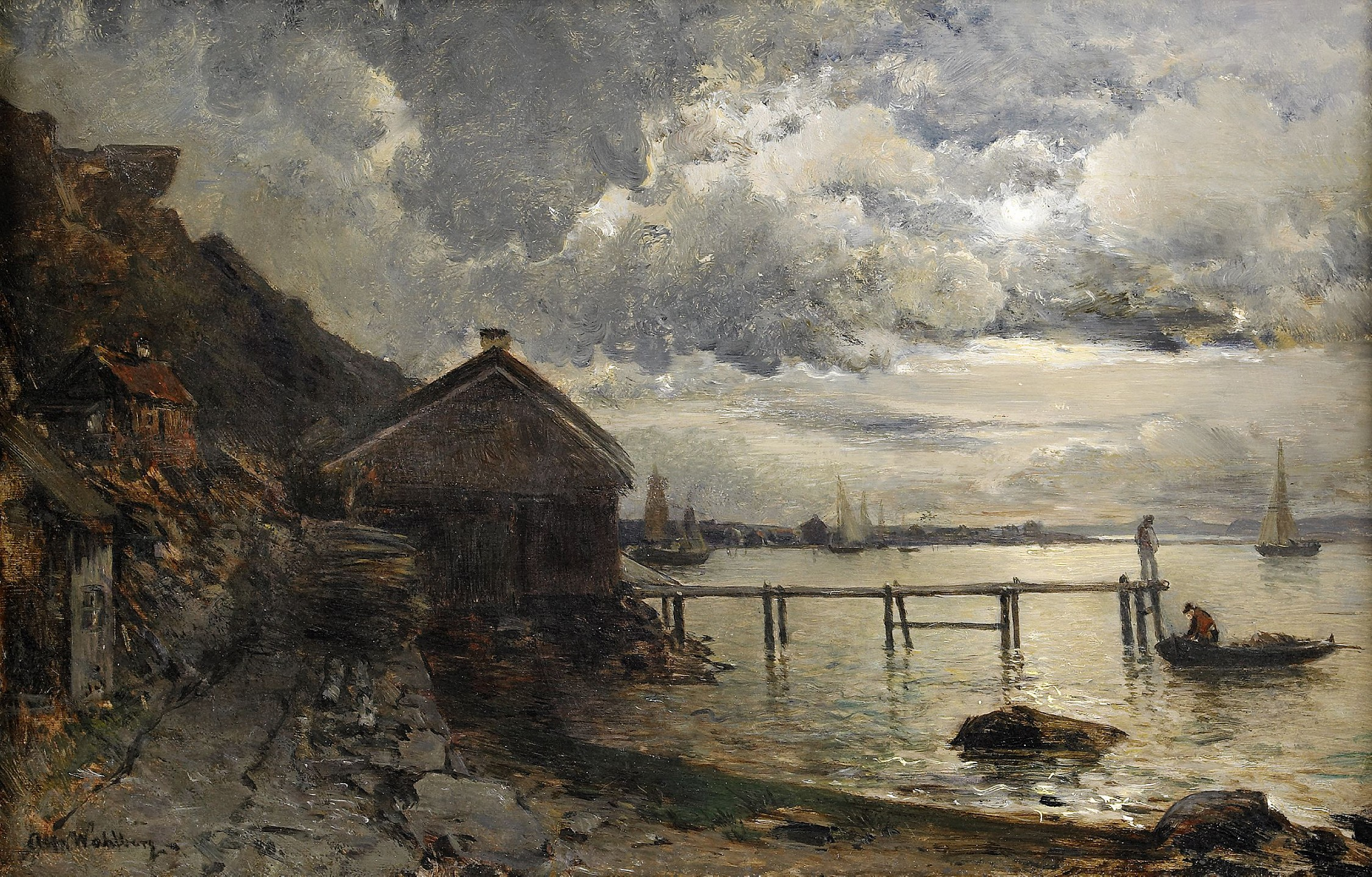
Månsken, Fjällbacka (1880)
Fjällbacka i månsken (1881), Göteborgs konstmuseum.
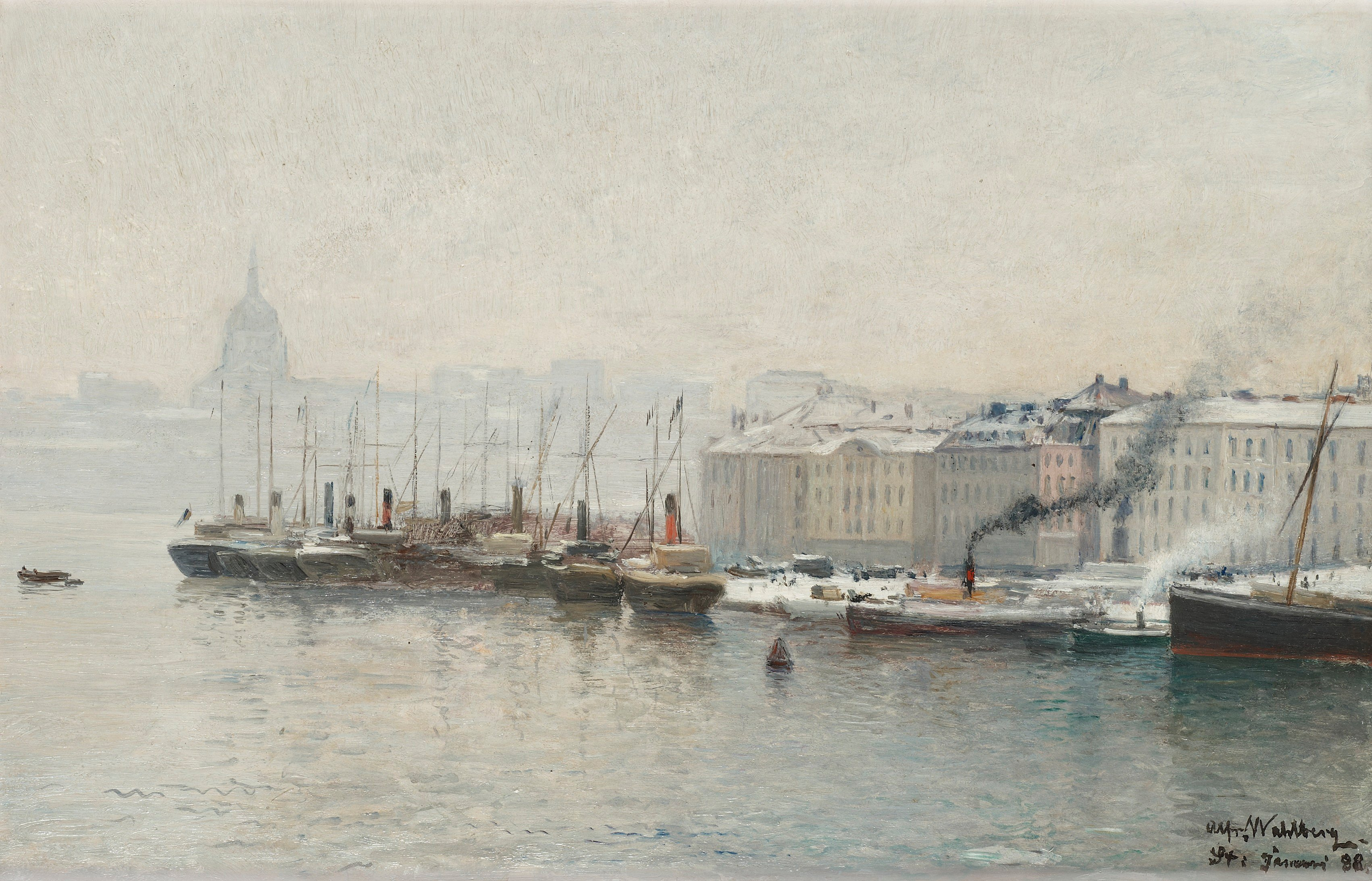
Vintervy över Skeppsbron, Stockholm (1888)
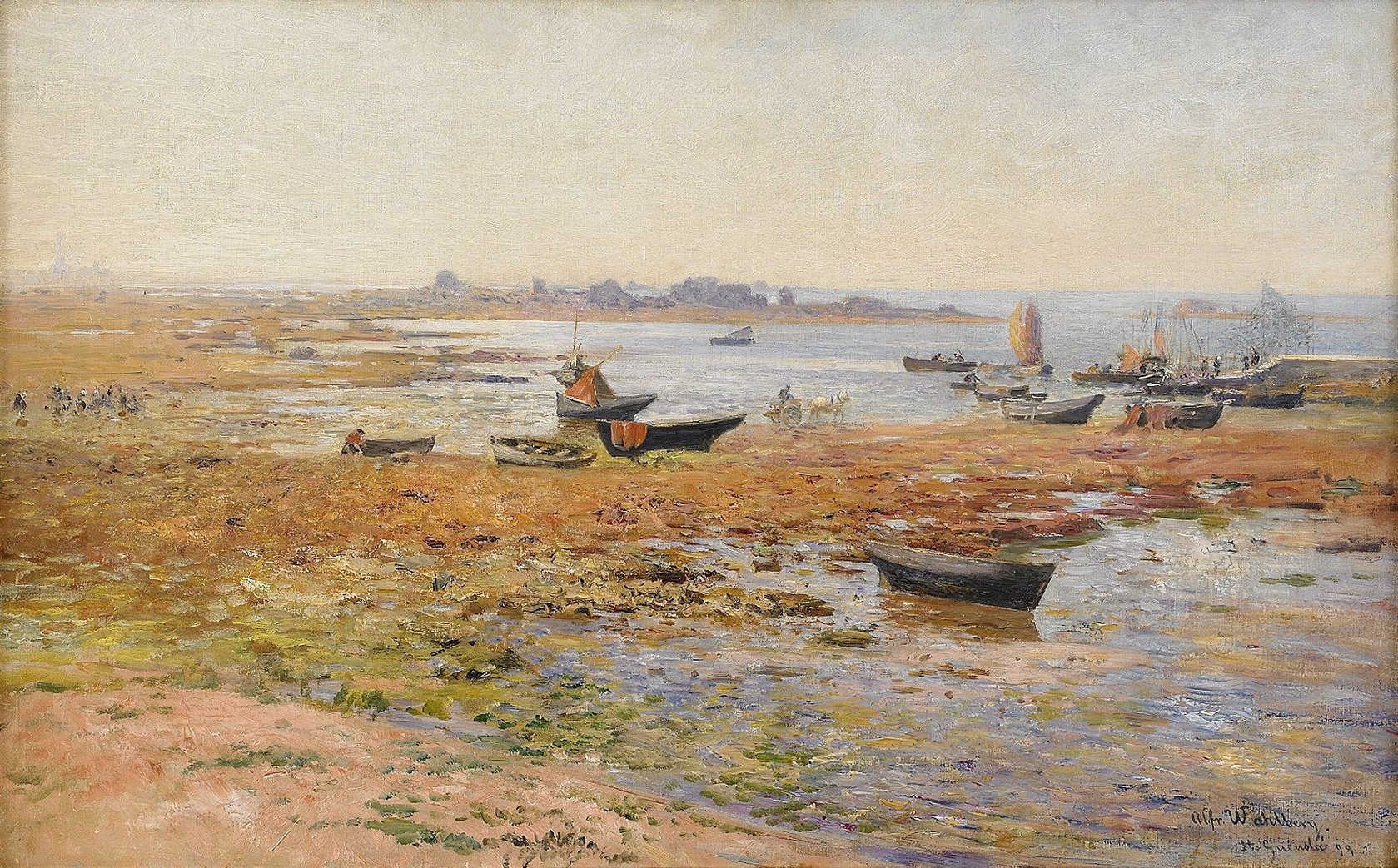
Fiskebåtar vid Saint Guénolé (1899)